# Curug Panganten
Curug Panganten är ett vattenfall i Indonesien.   Det ligger i provinsen Jawa Barat, i den västra delen av landet, 110 km sydost om huvudstaden Jakarta. Curug Panganten ligger 1 010 meter över havet.
Terrängen runt Curug Panganten är kuperad åt nordost, men åt sydväst är den platt.Runt Curug Panganten är det mycket tätbefolkat, med 1 632 invånare per kvadratkilometer. Närmaste större samhälle är Bandung, 9,6 km sydost om Curug Panganten. Omgivningarna runt Curug Panganten är en mosaik av jordbruksmark och naturlig växtlighet.